# Magnus Rasmussen
Magnus Rasmussen (ur. 28 listopada 1962 roku) – farerski nauczyciel i polityk, od 2021 roku minister środowiska, handlu i przemysłu. Deputowany do Løgtingu XXXV i XXXVI kadencji, od roku 2009 do 2016 roku burmistrz gminy Runavík.

## Kariera polityczna
Rasmussen wystartował w wyborach samorządowych w roku 2008 i zdobył mandat radnego gminy Runavík, uzyskując największą spośród wszystkich kandydatów liczbę 219 głosów. 1 stycznia 2009 roku został burmistrzem tej gminy. Kolejnym sukcesem zakończyły się dla niego wybory w roku 2012, kiedy ponownie uzyskał najwięcej głosów spośród wszystkich kandydatów - 348. Wystartował następnie w wyborach parlamentarnych w 2015 roku, w których uzyskał 503 głosy (czwarty wynik w partii) i został posłem na Løgting. Po wyborach musiał zrezygnować z funkcji burmistrza Runavík, jednak radni w głosowaniu pozwolili mu pełnić swoje obowiązki do końca roku 2015. Jego miejsce od 1 stycznia 2016 zajął jego zastępca Tórbjørn Jacobsen.
W wyborach parlamentarnych w 2019 uzyskał reelekcję na stanowisku deputowanego. 19 sierpnia 2021 roku został powołany w skład rządu Bárðura Nielsena na stanowisko ministra środowiska, handlu i przemysłu.

## Życie prywatne
Jego rodzicami są Nancy i Georg Rasmussen. Ożenił się z Eydną Rasmussen, z którą ma dwoje dzieci: Jákupa i Kirstin. Członek związku zawodowego nauczycieli Føroya Lærarafelag. Zamieszkuje w Lambi.